# Битва на Мариці (1371)
Битва на Мариці (серб. Маричка битка) (також відома як «Битва біля Черномена») — битва, яка відбулась 26 вересня 1371 року на річці Мариця поблизу Черномена (зараз Орменіо, Греція) між османським військом під керівництвом румелійського бейлербея Лала Шахін-паші з одного боку, та сербськими силами під керівництвом братів Вукашина Мрнявчевича та Углеші Мрнявчевича.

## Передумови
Відповідно до сербської хроніки «Запис монаха Ісайї» (серб. Запис монаха Исаије) причиною війни було намагання короля Углеші та його брата Вукашина вигнати османів з Македонії та Фракії. Поки султан Мурад I перебував в Малій Азії, серби вирішили завдати удару по османської столиці Едірне.

## Хід битви
Вночі 26 вересня 1371 року сербський табір був раптово атакований османськими військами. Через відсутність дієвого командування тисячі сербів загинули, багато потонуло в річці Мариці. Також загинули обидва командувачі, Вукашин та Углеша Мрнявчевичі. Їхні тіла так і не були знайдені.
Перемога у битві на Мариці відкрила османам шлях на Балкани. Вони захопили Західну Фракію, частину Македонії, Сербії та Болгарії.